# Sabatierita
La sabatierita és un mineral de la classe dels sulfurs que pertany al grup de la bukovita. Rep el seu nom del mineralogista francès Germain Sabatier (1923).

## Característiques
La sabatierita és un sulfur, un selenur de coure i tal·li de fórmula química Cu₆TlSe₄. Va ser aprovada per l'Associació Mineralògica Internacional com a espècie vàlida l'any 1976. Cristal·litza en el sistema ortoròmbic. Es troba en forma d'agregats policristal·lins radiats, de fins a 0,05 mm. La seva duresa a l'escala de Mohs és 2,5.
Segons la classificació de Nickel-Strunz, la sabatierita pertany a «02.BD: Sulfurs metàl·lics, M:S > 1:1 (principalment 2:1), amb Hg, Tl» juntament amb els següents minerals: imiterita, gortdrumita, balcanita, danielsita, donharrisita, carlinita, bukovita, murunskita, talcusita, rohaïta, calcotal·lita, crookesita i brodtkorbita.

## Formació i jaciments
Es troba en filons de calcita, associada a altres minerals com: crookesita, berzelianita, umangita o bukovita. Va ser descoberta l'any 1976 a la mina Bukov, al dipòsit de Rožná, a Žďár nad Sázavou (Vysočina, República Txeca). També se n'ha trobat a Valdemarsvik (Suècia) i a dues localitats alemanyes: Zorge i Lerbach, ambdues a Harz, a la Baixa Saxònia.